# ぼくらの時代 (ドキュメンタリー番組)
『ぼくらの時代』（ぼくらのじだい）は、新潟県を含めた東北7県でブロックネットされていた仙台放送制作のテレビ番組。『今、きらめいて』に代わるローカル番組として、2001年4月にスタートした。前番組から引き続き東北電力の一社提供。
基本的に月1回60分の放送だったが、放送局（後述）によって日時が異なっていた。ネット局は系列局の無い青森を除き、FNS加盟局に統一されている。ちなみに、制作局の仙台放送では2005年9月18日に放送が終了。最終回では、ナビゲーターの地井武男が過去に紹介した東北・新潟の挑戦者を再び訪れた。
後番組は2005年10月放送開始の『情熱エンジン』で、引き続き新潟県を含むFNS東北ブロック＋青森テレビ（JNN系列）で放送された。

## ナビゲーター
- 地井武男

## 放送局
- 仙台放送（OX、宮城県）
- 青森テレビ（ATV、青森県）
- 岩手めんこいテレビ（MIT、岩手県）
- 秋田テレビ（AKT、秋田県）
- さくらんぼテレビジョン（SAY、山形県）
- 福島テレビ（FTV、福島県）
- 新潟総合テレビ（NST、新潟県）

以上FNS東北・新潟6局＋他系列東北1局の計7局ブロックネット、いずれも東北電力管内。